# NGC 6490
NGC 6490 is een elliptisch sterrenstelsel in het sterrenbeeld Hercules. Het hemelobject werd op 11 mei 1864 ontdekt door de Duitse astronoom Albert Marth.

## Synoniemen
- UGC 11033
- MCG 3-45-38
- ZWG 112.68
- ZWG 113.2
- NPM1G +18.0526
- PGC 61079